# 拉希内夫罗萨
拉希内夫罗萨，是西班牙阿拉贡自治区特鲁埃尔省的一个市镇。总面积80平方公里，总人口238人（2018年），人口密度3人/平方公里。